# 拉斯托普洛夫卡村
拉斯托普洛夫卡村（俄语：Село Растопуловка）是俄罗斯联邦阿斯特拉罕州普里沃尔日耶区所属的一个村。其下辖有1个居民点，行政中心为拉斯托普洛夫卡。据2015年统计，该村的人口为2202人。